# Angus MacVicar
Angus MacVicar (* 28. Oktober 1908 in Argyll; † 31. Oktober 2001 in Campbeltown) war ein schottischer Schriftsteller, der in mehreren Genres tätig war.

## Biografie
MacVicar, dessen Vater (auch Angus) ein presbyterianischer Minister in der Church of Scotland war, geboren im Pfarrhaus in Southend, Argyll und Bute, wo er die meiste Zeit seines Lebens lebte, darunter in „Achnamara“, dem Bungalow, den er nach seiner Heirat mit Jean mit Blick auf Southend Bay gebaut hatte. Nach dem Besuch der University of Glasgowfuhr er fort, für den Campbeltown Courier zu arbeiten. Die Familie MacVicar war besonders langlebig; der Senior, Reverend Angus MacVicar, wurde 92 Jahre alt; MacVicars jüngerer Bruder, Kenneth, trat in die Kirche ein, diente der Königin in Schottland als Kaplan und starb im Alter von 96 Jahren.
Seine größten Erfolge erzielte MacVicar in den Genres Krimi, Thriller, Jugendliteratur, Science-Fiction und Autobiografie. Sein frühes Schaffen wurde durch den Kriegsdienst bei den Royal Scots Fusiliers unterbrochen, daher erschien der größte Teil seiner Fiktion in den zwei Jahrzehnten nach dem Zweiten Weltkrieg.
Höhepunkte von MacVicars vielen Thrillern schlossen den im Edgar-Wallace-Stil gehaltenen Roman Greybreek (1947) und The Killings on Kersivay (1962) sowie einige Bücher über Golfhintergründe ein.
Seine Kindergeschichten verbinden einfache Charakterskizzen und exotische Abenteuer mit einer nicht aufdringlichen christlichen Moral. Die Lost Planet-Serie war in Buch-, Radio- und Fernsehversionen äußerst beliebt (er war auch ein versierter Drehbuchautor und Dramatiker). In diesen Geschichten kam ein pazifistisches Thema stark zum Tragen. Es gibt sechs Romane in der Jeremy Grant-Reihe. Es war die erste ins Hebräische übersetzte Science-Fiction-Serie, die die Entwicklung dieses Genres in Israel maßgeblich beeinflusste.
Im späteren Leben drehte sich MacVicars Interesse um die Darstellung seines Lebens und seines Hintergrunds als Kind eines Pfarrhauses in mehreren Memoiren wie Salt in My Porridge (1971). Diese Bücher zeigten seine schottische literarische Stimme in ihrer charakteristischsten Form, ungehindert von den Genreanforderungen seiner Romane. MacVicar präsentierte auch die BBC-Fernsehsendung Songs of Praise.

## Bibliografie (Auswahl)

### Jeremy Grant
- Der verlorene Planet. Koehlers Verlagsgesellschaft, 1957 (englisch: The Lost Planet. 1953. Übersetzt von Felix Heidenberger).
- Zurück zum verlorenen Planeten. Koehlers Verlagsgesellschaft, 1957 (englisch: Return to the Lost Planet. 1954. Übersetzt von Felix Heidenberger).
- Das Geheimnis des verlorenen Planeten. Koehlers Verlagsgesellschaft, 1958 (englisch: Secret of the Lost Planet. 1955. Übersetzt von Felix Heidenberger).
- Nicht auf deutsch erschienen. (englisch: Red Fire on the Lost Planet. 1959.).
- Nicht auf deutsch erschienen. (englisch: Peril on the Lost Planet. 1960.).
- Nicht auf deutsch erschienen. (englisch: Space Agent from the Lost Planet. 1961.).
- Nicht auf deutsch erschienen. (englisch: Space Agent and the Isles of Fire. 1962.).
- Nicht auf deutsch erschienen. (englisch: Space Agent and the Ancient Peril. 1964.).

### Super Nova
- Der fremde Satellit. Kosmos Verlags-Gmbh, 1973, ISBN 3-440-04893-4 (englisch: Super Nova and the Rogue Satellite. 1969. Übersetzt von Alexa Wienand).
- Der Mann im Eis. Franckhsche, 1973, ISBN 3-440-04980-9 (englisch: Super Nova and the Frozen Man. 1970. Übersetzt von Alexa Wienand).

### Andere Romane
- Nicht auf deutsch erschienen. (englisch: Tiger Mountain. 1952.).
- Nicht auf deutsch erschienen. (englisch: Satellite 7. 1958.).
- Kontra und Re. Goldmann Verlag, 1969 (englisch: Duel in Glenfinnan. 1969. Übersetzt von Norbert Wölfl).
- Affäre goldene Venus. Goldmann Verlag, 1973, ISBN 3-442-04234-8 (englisch: The golden Venus affair. 1972. Übersetzt von Wulf Bergner).